# Barbarakapelle (Langensteinbach)

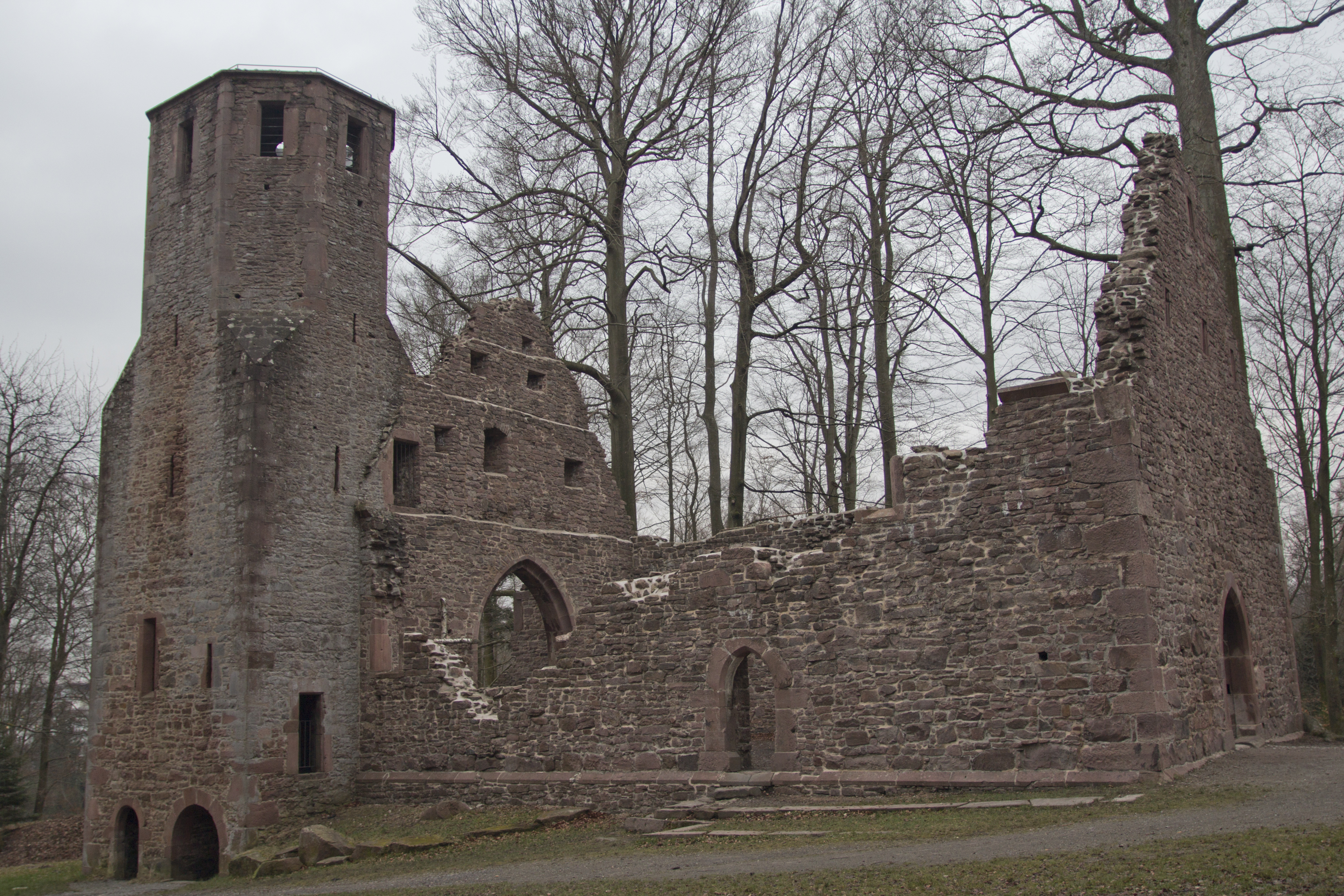
Die Ruine der St.-Barbara-Kapelle

Die St.-Barbara-Kapelle ist eine Kapellenruine auf einem Hügel südlich des Karlsbader Ortsteils Langensteinbach im Landkreis Karlsruhe in unmittelbarer Nachbarschaft der Burgruine Langensteinbach.
Die Denkmalstiftung Baden-Württemberg ernannte die Kapelle zum Denkmal des Monats April 2014.

## Geschichte

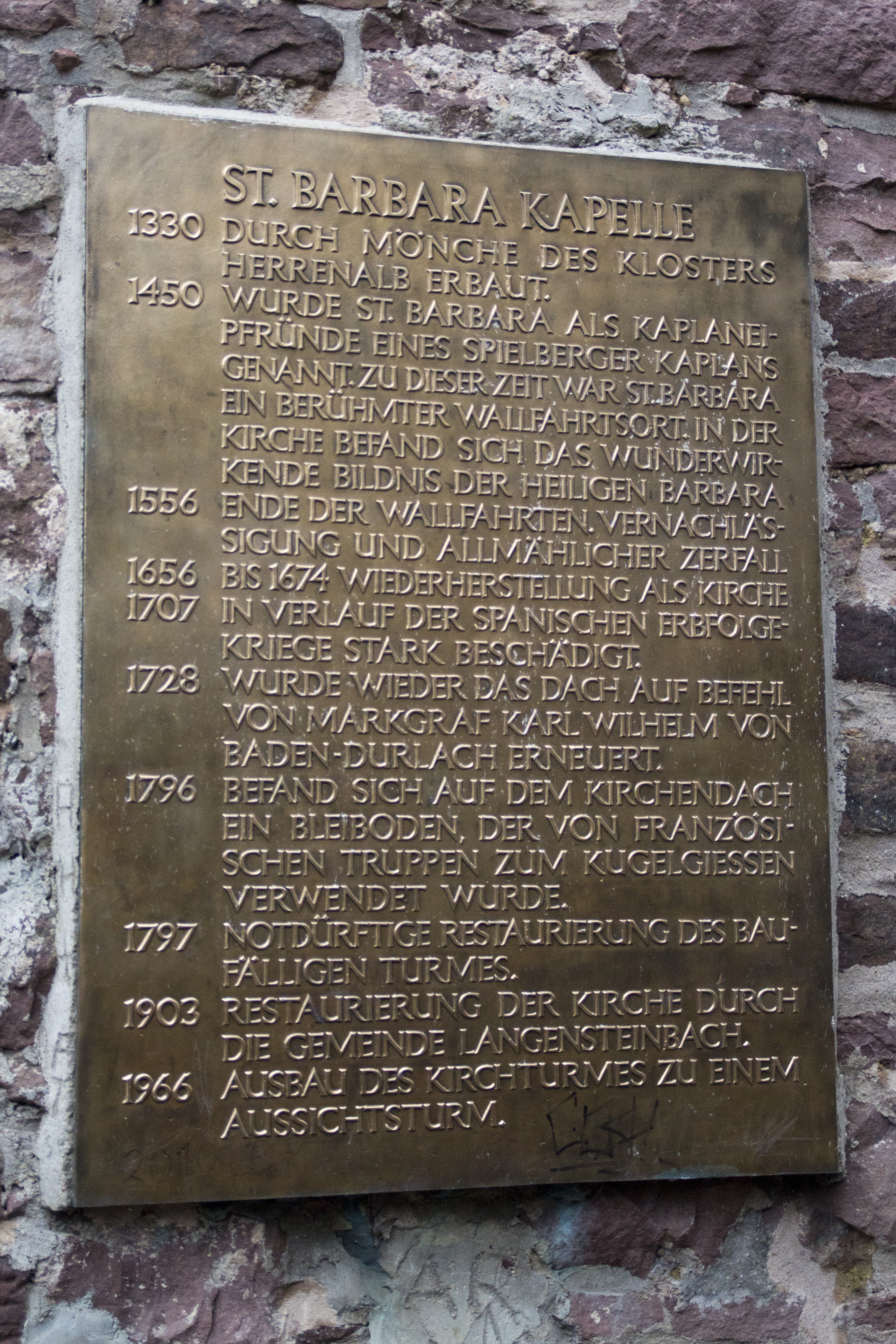
Eine Plakette, die die Geschichte der Kapelle beschreibt

Die Barbarakapelle wurde um 1330 durch Mönche des Klosters Herrenalb erbaut. Mitte des 15. Jahrhunderts war die Kapelle ein Wallfahrtsort, da sich dort ein Bildnis der St. Barbara befand, welches angeblich Wunder bewirken sollte. Mit der Reformation 1556 verloren die Wallfahrten langsam an Bedeutung, um zwischen 1590 und 1610 zügig zu Ende zu gehen. Die Kapelle verfiel, bis sie im 17. Jahrhundert wieder aufgebaut wurde.
Im Pfälzischen Erbfolgekrieg wurde das Dach beschädigt und der Dachstuhl verfaulte. Noch bevor die Renovierungsarbeiten abgeschlossen waren, erfolgte 1707 im Spanischen Erbfolgekrieg eine weitere erhebliche Beschädigung und 1724 eine Wiederinstandsetzung. Um 1730 wurde das Gebäude aufgegeben und diente danach als Steinbruch und Materialdepot. Im Jahre 1796 entfernten die Truppen Napoleons im Ersten Koalitionskrieg die letzten Bleiplatten des Turmdachs und gossen daraus Kugeln. 1797 wurde der Turm der Kapelle erneuert und 1903 das ganze Gebäude. Seit 1966 ist der Turm wieder begehbar und dient seither als Aussichtsturm. 2009 wurde die Kapelle saniert.
In einem eingefriedeten Bereich um die Kapelle fanden seit der Wallfahrtszeit bis 1816 mehrmals jährlich regionale Märkte statt.
Bei der Ruine finden zeitweise Gottesdienste unter freiem Himmel statt.

## Legende
Um die Barbarakapelle ranken sich zahlreiche Sagen. So soll es beispielsweise einen unterirdischen Gang geben, der sich bis nach Ettlingen zieht.